# Edgar Fahs Smith
Edgar Fahs Smith, född 23 maj 1854 i York, Pennsylvania, död 3 maj 1928 i Philadelphia, var en amerikansk kemist. 
Smith blev filosofie doktor 1876 i Göttingen, professor i kemi 1883 i Springfield, Ohio, och 1888 vid University of Pennsylvania i Philadelphia, för vilket han var rektor 1911–20. Han skrev en del avhandlingar i organisk, men huvudsakligen i oorganisk kemi, särskilt elektrolys. Dessutom utgav han flera läroböcker, bland annat översättningar av Victor von Richters arbeten om organisk och oorganisk kemi (1883, flera upplagor), samt Electrochemical Analysis (1890, flera upplagor, tysk översättning 1896, fransk översättning 1899).